# Segestrioides tofo
Segestrioides tofo is een spinnensoort uit de familie Diguetidae. De soort komt voor in Chili.